# Demîna Balka, Horol
Demîna Balka (în ucraineană Демина Балка) este un sat în comuna Vîșneakî din raionul Horol, regiunea Poltava, Ucraina.

## Demografie
Componența lingvistică a localității Demîna Balka
     Ucraineană (97,28%)
     Rusă (1,36%)
     Română (1,36%)
Conform recensământului din 2001, majoritatea populației localității Demîna Balka era vorbitoare de ucraineană (97,28%), existând în minoritate și vorbitori de rusă (1,36%) și română (1,36%).